# Liste des épisodes de Mariés, deux enfants

Cette page présente la liste des épisodes de la série télévisée Mariés, deux enfants.

## Liste des saisons de Mariés, deux enfants
| Saison | Saison | Épisodes | Première diffusion | Production | Coffret DVD région 2 | Coffret DVD région 2 |
| Saison | Saison | Épisodes | Première diffusion | Production | Date de sortie       | Disques              |
| ------ | ------ | -------- | ------------------ | ---------- | -------------------- | -------------------- |
|        | 1      | 13       | 1987               | 1.xx       | 20 mai 2003          | 2                    |
|        | 2      | 22       | 1987 – 1988        | 2.xx       | 20 octobre 2004      | 3                    |
|        | 3      | 22       | 1988 – 1989        | 3.xx       | 23 février 2005      | 3                    |
|        | 4      | 23       | 1989 – 1990        | 4.xx       | 20 octobre 2005      | 3                    |
|        | 5      | 25       | 1990 – 1991        | 5.xx       | 5 juillet 2006       | 3                    |
|        | 6      | 26       | 1991 – 1992        | 6.xx       | 19 septembre 2006    | 3                    |
|        | 7      | 26       | 1992 – 1993        | 7.xx       | 7 novembre 2006      | 3                    |
|        | 8      | 26       | 1993 – 1994        | 8.xx       | 9 janvier 2007       | 3                    |
|        | 9      | 28       | 1994 – 1995        | 9.xx       | 6 mars 2007          | 4                    |
|        | 10     | 26       | 1995 – 1996        | 10.xx      | 6 juin 2007          | 3                    |
|        | 11     | 24       | 1996 – 1997        | 11.xx      | 8 août 2007          | 3                    |

### Première saison (1987)
1. Pour le meilleur et pour le rire (Pilot)
2. Vive l'Ancien Régime (Thinnergy)
3. Al, la gâchette (But I Didn't Shoot the Deputy)
4. Moi, si j'étais vous (Whose Room Is It Anyway ?)
5. La Mustang (Have You Driven a Ford Lately)
6. Seize ans, pourquoi ? (Sixteen Years and What Do You Get)
7. Le purgatoire de Marcy (Married… Without Children)
8. Un poker entre amis (The Poker Game)
9. Peggy travaille (Peggy Sue Got Work)
10. Al se dévergonde (Al Loses His Cherry)
11. Cauchemar (Nightmare on Al's Street)
12. Le patron fantôme (Where's the Boss)
13. C'était le bon temps (Johnny Be Gone)

### Deuxième saison (1987-1988)
1. Au pied de l'arbre – 1re Partie (Poppy's by the Tree – Part 1)
2. Au pied de l'arbre – 2e Partie (Poppy's by the Tree – Part 2)
3. Si j'étais riche (If I Were a Rich Man)
4. Il faut le faire (Buck Can Do It)
5. Il faut bien s'amuser – 1re Partie (Girls Just Want to Have Fun – Part 1)
6. Il faut bien s'amuser – 2e Partie (Girls Just Want to Have Fun – Part 2)
7. Pour qui sonne le glas (For Whom the Bell Tolls)
8. À pied, à cheval ou à vélo (Born to Walk)
9. Une ennemie d'enfance (Alley of the Dolls)
10. Le fil du rasoir (The Razor's Edge)
11. Les lois du baseball (How Do You Spell Revenge ?)
12. Un ange apparut (Earth Angel)
13. Petit papa Noël (You Better Watch Out)
14. La poupée Barbie (Guys and Dolls)
15. Une souris ravageuse (Build a Better Mousetrap)
16. Une vie de chien (Master the Possibilities)
17. Saint-Valentin (Peggy Loves Al, Yeah Yeah, Yeah)
18. La belle et la bête (The Great Escape)
19. Le coup de la panne (Im-Po-Dent)
20. L'amour a un prix (Just Married… with Children)
21. Un père prodigue (Father Lode)
22. Une famille épouvantable (All in the Family)

### Troisième saison (1988-1989)
1. Tournons la page (He Thought He Could)
2. L'image d'Elvis (I'm Going to Sweatland)
3. Tous au stade (Poke High)
4. Vacances tous risques (A Period Piece)
5. Le cabinet de papa (A Dump of My Own)
6. SOS mes deux seins (Her Cups Runneth Over)
7. Chauve qui peut (The Bald and the Beautiful)
8. Qui a tiré la bonne carte ? (The Gypsy Cried)
9. Requiem pour un barbier (Requiem for a Dead Barber)
10. Rendez-vous au tribunal (I'll see you in Court)
11. Bon appétit (Eatin' Out)
12. Le triomphe de Peggy (My Mom, the Mom)
13. Incitation à la danse (Can't Dance, Don't Ask Me)
14. Toute peine mérite salaire (A Three Job, No Income Family)
15. Comment dominer la situation (The Harder They Fall)
16. Peggy a perdu la maison (The House That Peg Lost)
17. La reine Peggy - 1re Partie (Married… with Prom Queen - Part 1)
18. La reine Peggy - 2e Partie (Married… with Prom Queen : the Sequel - Part 2)
19. Bud cherche l'âme sœur (The Dateless Amigo)
20. Une autre vie de chien (The Computer Show)
21. La photo de famille (Life's a Beach)
22. Le voyeur (Here's Lookin' at You, Kid)

### Quatrième saison (1989-1990)
1. La fête du travail (Hot off the Grill)
2. Les cadavres ne font pas d'aérobic (Dead Men Don't Do Aerobics)
3. Buck chien fidèle (Buck Saves the Day)
4. Al dente (Tooth or Consequences)
5. Jalousie (He Ain't Much, But He's Mine)
6. La jolie française (Fair Exchange)
7. Recherche tous les numéros de Playboy désespérément (Desperately Seeking Miss October)
8. Chaussure à son pied (976-SHOE)
9. Une bonne occase (Oh, What a Feeling)
10. Un jour au zoo (At the Zoo)
11. Comptes de Noël - 1re Partie (It's a Bundyful Life - Part 1)
12. Comptes de Noël - 2e Partie (It's a Bundyful Life - Part 2)
13. Que d'eau que d'eau (Who'll Stop the Rain)
14. Y'a un cheveu (A Taxing Problem)
15. Qui perd gagne (Rock and Roll Girl)
16. Rien ne va plus à Las Vegas - 1re Partie (You Gotta Know When to Fold 'Em - Part 1)
17. Rien ne va plus à Las Vegas - 2e Partie (You Gotta Know When to Fold 'Em - Part 2)
18. La vengeance de Bud (What Goes Around Comes Around)
19. Bien joué, Peggy ! (Peggy Turns 300)
20. L'examen raté (Peggy Made a Little Lamb)
21. Miss Météo (Raingirl)
22. Al voit des pieds partout (The Agony of Defeet)
23. Vente très privée (Yard Sale)

### Cinquième saison (1990-1991)
1. Camarades motorisés, unissez-vous ! (We'll Follow the Sun)
2. Les fantasmes d'Al (Al… with Kelly)
3. Pour 100 milliards de dollars de plus (Sue Casa, His Casa)
4. Vieux et nul (The Unnatural)
5. L'homme au foyer (The Dance Show)
6. La torpille humaine (Kelly Bounces Back)
7. Les extraterrestres (Married… with Aliens)
8. La chasse au lapin (Wabbit Season)
9. C'est le plus beau (Do Ya Think I'm Sexy)
10. Kelly vit sa vie (One Down, Two to Go)
11. Un bébé ça peut rapporter gros (And Baby Makes Money)
12. Mariée… avec qui ? (Married… with Who)
13. Le parrain n°5 (The Godfather)
14. Une troisième vie de chien (Look Who's Barking)
15. Touche pas à mes toilettes (A Man's Castle)
16. Le trophée (All Night Security Dude)
17. Sur le bout de la langue (Oldies but young 'Uns)
18. Miss croque-saucisse (Weenie tot lovers & other strangers)
19. Au travail les enfants (Kids! Wadaya Gonna Do?)
20. Chasse au gros gibier (Top Of The Heap)
21. La course aux courses - 1re Partie (You Better Shop Around - Part 1)
22. La course aux courses - 2e Partie (You Better Shop Around - Part 2)
23. Voyage au trou de l'enfer - 1re Partie (Route 666 - Part 1)
24. Voyage au trou de l'enfer - 2e Partie (Route 666 - Part 2)
25. Buck joue les étalons (Buck the Stud)

### Sixième saison (1991-1992)
1. Un bébé dans le dos - 1re Partie (She's Having My Baby - Part 1)
2. Un bébé dans le dos - 2e Partie (She's Having My Baby - Part 2)
3. Si Al avait un marteau (If Al Had a Hammer)
4. Jeux de mains, jeux de coquins (Cheese, Cues and Blood)
5. À la recherche du mobilier perdu (Looking for a Desk in All the Wrong Places)
6. Deux ou trois maux de sympathie (Buck Has a Belly Ache)
7. Voir ou conduire, il faut choisir (If I Could See Me Now)
8. Les chaussures de Dieu (God's Shoes)
9. Problèmes de société et autres problèmes cruciaux avec Kelly - 1re Partie (Kelly Does Hollywood - Part 1)
10. Problèmes de société et autres problèmes cruciaux avec Kelly - 2e Partie (Kelly Does Hollywood - Part 2)
11. Al Bundy détective privé (Al Bundy, Shoe Dick)
12. L'admiratrice (So This is How Sinatra Felt)
13. Pour l'amour d'un ballon (I Who Have Nothing)
14. Les défis de Grand Maître B (The Mystery of Skull Island)
15. Al trop balèze (Just Shoe It)
16. Les rites du dix-huitième anniversaire (Rites of Passage)
17. Touche pas à mon œuf (The Egg and I)
18. Mon dîner avec Anthrax (My Dinner with Anthrax)
19. La vengeance de madame Inga (Psychic Avengers)
20. La révoltée du Q.I. (High I.Q.)
21. Caprice de prof (Teacher Pets)
22. Les cafards (The Goodbye Girl)
23. C'est super et pas ordinaire d'être pompiste (The Gas Station Show)
24. La malédiction des Bundy - 1re Partie (England Show - Part 1)
25. La malédiction des Bundy - 2e Partie (England Show - Part 2)
26. La malédiction des Bundy - 3e Partie (England Show - Part 3)

### Septième saison (1992-1993)
1. Un enfant inattendu (Magnificent Seven)
2. Le cadeau de Kelly (T-R-A-Something-Something Spells Tramp)
3. Silence, les riches s'amusent (Every Bundy Has a Birthday)
4. Demain, j'enlève le Haut (Al on the Rocks)
5. Tout ça par amour (What I Did for Love)
6. Bud et sa fraternité (Frat Chance)
7. Les buveurs de bière de Chicago (The Chicago Wine Party)
8. Kelly Bundy, serveuse et philosophe (Kelly Doesn't Live Here Anymore)
9. Le rock des croulants (Rock of Ages)
10. Ci-gît Al Bundy, paix à son âme (Death of a Shoe Salesman)
11. Pauvre Bud (Old College Try)
12. Noël d'hier et d'aujourd'hui (Christmas)
13. Péché de gourmandise (The Wedding Show)
14. Une semaine à la montagne (It Doesn't Get Any Better Than This)
15. Bécane et vieillesse (Heels on Wheels)
16. Monsieur rien dans le pantalon (Mr. Empty Pants)
17. C'est pas dans la poche (You Can't Miss)
18. Peggy et les pirates (Peggy and the Pirates)
19. Papy Al (Go for the Old)
20. Al au tribunal (Un-Alful Entry)
21. Bon Anniversaire Kelly (Movie Show)
22. Jusqu'à ce que la mort nous sépare (Til Death Do Us Part)
23. C'est l'heure de sucrer les fraises (Tis Time to Smell the Roses)
24. On a perdu la Dodge (Old Insurance Dodge)
25. Les joies du mariage (Wedding Repercussions)
26. Al est un vendu (The Proposition)

### Huitième saison (1993-1994)
1. Le panier de la fortune (A Tisket, a Tasket, Can Peg Make a Basket ?)
2. Une seconde lune de miel (Hood ’n the Boyz)
3. Double Bud (Proud to be Your Bud ?)
4. Chance et malchance (Luck of the Bundys)
5. Un transfert d'enfer (Banking on Marcy)
6. Une voiture pour deux (No Chicken, No Check)
7. Halloween avec les Village People (Take My Wife, Please)
8. Les bons conseils d'Al Bundy (Scared Single)
9. Le féminisme au masculin (NO MA’AM)
10. Le nouveau bar sportif (Dances with Weezy)
11. Une énième vie de chien (Change for a Buck)
12. Quoi de neuf M. Goupillon (Honey, I Blew up Myself)
13. Un Noël Bundy (The Worst Noel)
14. Recherche canapé désespérément (Sofa So Good)
15. Sexy-pose (A Little off the Top)
16. Pomme de discorde (How Green was My Apple)
17. Une Saint-Valentin Bundifiante (Valentine's Day Massacre)
18. Dodgemania (Get Outta Dodge)
19. Effets secondaires (Field of Screams)
20. Mon voisin est un espion (The D’Arcy Files)
21. Jeu radiophonique (Nooner or Later)
22. Gardons Chicago propre (Ride Scare)
23. Les neuf commandements d'Al Bundy (The Legend of Ironhead Haynes)
24. C'est bientôt l'heure d'Hondo (Assault and Batteries)
25. Al les bons tuyaux (Al Goes Deep)
26. Ligne de touche triviale (Kelly Knows Something)

### Neuvième saison (1994-1995)
1. Le gourou chausseur fou (Shoeway to Heaven)
2. L'examen de conduite (Driving Mr. Boondy)
3. Miss trou de phoque (Kelly Breaks Out)
4. Les rêveries d'un Bundy solitaire (Naughty But Niece)
5. Le droit à l'allaitement - 1re Partie (Business Sucks - Part 1)
6. Le droit à l'allaitement - 2e Partie (Business Sucks - Part 2)
7. L'agence chaste et pure (Dial « B » for Virgin)
8. Une poupée qui veut de l'or (Sleepless in Chicago)
9. Pas de pot pour les poules (No Pot to Pease In)
10. Les grandes sauteuses (Dud Bowl)
11. Les mamelles de Chicago (A Man for No Seasons)
12. Papa le dingue - 1re Partie (I Want My Psycho Dad - Part 1)
13. Papa le dingue - 2e Partie (I Want My Psycho Dad - Part 2)
14. Le bar aux milles secousses (The Naked and the Dead, But Mostly the Naked)
15. Un ange gardien pour Kelly (Kelly Takes a Shot)
16. La Dodge a disparu (Get the Dodge Outta Hell)
17. Y'a comme un os (25 Years and What Do You Get ?)
18. La croisière ça use - 1re Partie (Ship Happens - Part 1)
19. La croisière ça use encore plus - 2e Partie (Ship Happens - Part 1)
20. L'élève du maître (Something Larry This Way Comes)
21. La bière officielle du No Ma'am (And Bingo was Her Game-O)
22. Le septième ciel virtuel (User Friendly)
23. Pompes fictions (Pump Fiction)
24. L'heure chaude (Radio Free Trumaine)
25. Le chausseur déchaussé (Shoeless Al)
26. Un fervent admirateur (The Undergraduate)
27. Les Bundy's folies de la 200e (My Favorite Married)
28. La compil de la 200e (Best of Bundy)

### Dixième saison (1995-1996)
1. Devine qui vient s'installer ? (Guess Who’s Coming to Breakfast, Lunch and Dinner)
2. Les filles d'à côté (A Shoe Room with a View)
3. Nous ne t'oublierons pas, Buck ! (Requiem for a Dead Briard)
4. Révérend Al (Reverend Al)
5. La nouvelle madame Curie (How Bleen was My Kelly)
6. Une femme à poigne (The Weaker Sex)
7. L'abeille et la bête (Flight of the Bumblebee)
8. Gare aux ringards (Blonde and Blonder)
9. Quand Al Bundy rencontre Shannon Tweed (The Two That Got Away)
10. L'honneur sportif d'Al Bundy (Dub Bowl II)
11. Histoire d'ours (Bearly Men)
12. Mariage et handicap (Love Conquers Al)
13. La voix de Noël (I Can’t Believe It’s Butter)
14. Un fils dans la mafia - 1re Partie (The Hood, The Bud & the Kelly - Part 1)
15. Un fils dans la mafia - 2e Partie (The Hood, The Bud & the Kelly - Part 2)
16. Les filles du calendrier (Calendar Girl '')
17. Le tatouage fatal (The Agony and the Extra C)
18. Vacances de printemps au paradis - 1re Partie (Spring Break - Part 1)
19. Vacances de printemps au paradis - 2e Partie (Spring Break - Part 2)
20. La promotion Dodge (Turning Japanese)
21. Bricoler n'est pas jouer (Al Goes to the Dogs)
22. Tom et Kelly (Enemies)
23. Jeu de mains, jeu de vilains (Bud Hits the Books)
24. Un café très olé-olé (Kiss of the Coffee Woman)
25. Al Bundy s'enflamme (Torch Song Duet)
26. Dingue de toi, Al Bundy ! (The Joke’s On Al)

### Onzième saison (1996-1997)
1. Les Bundy dans l'oeil du cyclone (Twisted)
2. Exploitation à la petite semelle (Children of the Corns)
3. 22, v'la le sergent Bundy ! (Kelly's Gotta Habit)
4. Urgences... version Bundy - 1re Partie (Requiem for a Chevyweight - Part 1)
5. Urgences... version Bundy - 2e Partie (Requiem for a Chevyweight - Part 2)
6. Le Thanksgiving, ce n'est pas de la tarte (A Bundy Thanksgiving)
7. Un duo de charme (The Juggs Have Left the Building)
8. L'enlèvement de Noël (God Help Ye Merry Bundymen '')
9. Crime contre l'obésité (Crimes Against Obesity)
10. La métamorphose du monstre roux (The Stepford Peg)
11. Quand Porcinet rencontre Poussin Bleu (Bud on the Side)
12. La roue de la torture (Grime and Punishment)
13. Dur, dur d'être une ordure (T*R*A*S*H)
14. Divorce à la Bundy - 1re Partie (Breaking up is Easy to Do - Part 1)
15. Divorce à la Bundy - 2e Partie (Breaking up is Easy to Do - Part 2)
16. Divorce à la Bundy - 3e Partie (Breaking up is Easy to Do - Part 3)
17. L'amour voilé de Jasmine et d'Al-Adin (Live Nude Peg)
18. Le château de la princesse Kelly (A Babe in Toyland)
19. Remise en forme (Birthday Boy Toy)
20. L'enfer des Bundy (Damn Bundys)
21. Marcy et Mandy (Lez Be Friends)
22. L'amour en cavale... - 1re Partie (The Desperate Half-Hour - Part 1)
23. L'amour en cavale... sans issue - 2e Partie (How to Marry a Moron - Part 2)
24. Troc, troc, troc...!!! (Chicago Shoe Exchange)